# Бермуди на Светском првенству у атлетици на отвореном 2017.
Бермуди су на Светском првенству у атлетици на отвореном 2017. одржаном у Лондону од 4. до 13. августа тринаести пут. Репрезентацију Бермуда представљао је 1 такмичар који се такмичио у скоку удаљ.,
На овом првенству такмичар Бермуда није освојио ниједну медаљу нити је остварио неки резултат.

## Учесници
Мушкарци:
- Тајрон Смит — Скок удаљ

## Резултати

### Мушкарци
| Атлетичар   | Дисциплина | Лични рекорд | Квалификације | Квалификације | Полуфинале | Полуфинале | Финале               | Финале       | Детаљи |
| Атлетичар   | Дисциплина | Лични рекорд | Резултат      | Место         | Резултат   | Место      | Резултат             | Место        | Детаљи |
| ----------- | ---------- | ------------ | ------------- | ------------- | ---------- | ---------- | -------------------- | ------------ | ------ |
| Тајрон Смит | Скок удаљ  | 8,34 НР      | 7,88          | 4. у гр. Б    |            |            | Није се квалификовао | 13 / 31 (32) |        |